# Eleocharis pallens
Eleocharis pallens là loài thực vật có hoa trong họ Cói. Loài này được S.T.Blake mô tả khoa học đầu tiên năm 1937 publ. 1938.